# Citation Style Language
El Citation Style Language (CSL) és un llenguatge creat per Bruce d'Arcus, originalment per al projecte OpenOffice, i destinat a descriure un estil per a les referències bibliogràfiques.
Un fitxer CSL no és més que un fitxer XML que descriu com s'organitzen les diferents informacions d'una nota bibliogràfica (autoria, títol d'article, títol de revista, any, número de volum, paginació, etc.) i la puntuació adoptada, per tal de seguir les normes d'estil que preconitzen les revistes. És equiparable als fitxers .bst amb BibTeX. Així és possible importar fàcilment a un programari de gestió bibliogràfica un nou estil de bibliografia.
El format és reconegut per diversos programes de gestió de bibliografies, com ara Zotero, Mendeley i Papers.

## Estructura
Un fitxer CSL es divideix en 5 parts:
La secció info conté les informacions generals sobre el fitxer (autor, llicència d'ús, enllaç cap a la documentació, etc.).
```
<info>

<title>
Chicago
 
Manual
 
of
 
Style
 
(author-date)
</title>

<id>
{{format
 
ref}}
 
http://www.zotero.org/styles/chicago-author-date
</id>

<link
 
href=
"http://www.zotero.org/styles/chicago-author-date"
 
rel=
"self"
/>

<link
 
href=
"http://www.chicagomanualofstyle.org/tools_citationguide.html"
 
rel=
"documentation"
/>

<author>

<name>
Julian
 
Onions
</name>

<email>
exemple@gmail.com
</email>

</author>

<category
 
citation-format=
"author-date"
/>

<category
 
field=
"generic-base"
/>

<summary>
The
 
author-date
 
variant
 
of
 
the
 
Chicago
 
style
</summary>

<updated>
2013-04-24T02:44:57+00:00
</updated>

<rights
 
license=
"http://creativecommons.org/licenses/by-sa/3.0/"
>
This
 
work
 
is
 
licensed
 
under
 
a
 
Creative
 
Commons
 
Attribution-ShareAlike
 
3.0
 
License
</rights>

</info>

```

La secció locale reagrupa les traduccions i abreviatures lligades a la llengua utilitzada per l'autor.
```
<locale>

<terms>

<term
 
name=
"editor"
 
form=
"verb-short"
>
ed.
</term>

<term
 
name=
"container-author"
 
form=
"verb"
>
by
</term>

<term
 
name=
"translator"
 
form=
"verb-short"
>
trans.
</term>

<term
 
name=
"translator"
 
form=
"short"
>
trans.
</term>

</terms>

</locale>

```

La secció macro, que pot contenir diverses macros, reagrupa totes les regles de descripció de les referències segons el tipus de document.
```
<macro
 
name=
"secondary-contributors"
>

<choose>

<if
 
type=
"chapter paper-conference"
 
match=
"none"
>

<group
 
delimiter=
". "
>

<names
 
variable=
"editor translator"
>

<label
 
form=
"verb"
 
text-case=
"capitalize-first"
 
suffix=
" "
 
plural=
"never"
/>

<name
 
and=
"text"
 
delimiter=
", "
/>

</names>

</group>

</if>

</choose>

</macro>

```

La secció citation defineix el marcatge de les crides de cita al text.
```
<citation
 
et-al-min=
"4"
 
et-al-use-first=
"1"
 
disambiguate-add-year-suffix=
"true"
 
disambiguate-add-names=
"true"
 
disambiguate-add-givenname=
"true"
 
givenname-disambiguation-rule=
"primary-name"
>

<layout
 
prefix=
"("
 
suffix=
")"
 
delimiter=
"; "
>

<group
 
delimiter=
", "
>

<group
 
delimiter=
" "
>

<text
 
macro=
"contributors-short"
/>

<text
 
macro=
"date"
/>

</group><text
 
macro=
"point-locators"
/>

</group>

</layout>

</citation>

```

La secció bibliography descriu el marcatge de les referències a la bibliografia.
```
<bibliography
 
hanging-indent=
"true"
 
et-al-min=
"11"
 
et-al-use-first=
"7"
 
subsequent-author-substitute=
"———"
 
entry-spacing=
"0"
>

<sort>

<key
 
macro=
"contributors"
/>

<key
 
variable=
"issued"
/>

</sort>

<layout
 
suffix=
"."
>

<group
 
delimiter=
". "
>

<text
 
macro=
"contributors"
/>

<text
 
macro=
"date"
/>

<text
 
macro=
"title"
/>

</group>

<text
 
macro=
"description"
/>

<text
 
macro=
"secondary-contributors"
 
prefix=
". "
/>

<text
 
macro=
"container-title"
 
prefix=
". "
/>

<text
 
macro=
"container-contributors"
/>

<text
 
macro=
"edition"
/>

<text
 
macro=
"locators-chapter"
/>

<text
 
macro=
"locators"
/>

<text
 
macro=
"collection-title"
 
prefix=
". "
/>

<text
 
macro=
"issue"
/>

<text
 
macro=
"locators-article"
/>

<text
 
macro=
"access"
 
prefix=
". "
/>

</layout>

</bibliography>

```